# 慎嬪金氏
慎嬪金氏（1406年—1464年），朝鮮世宗的後宮嬪御。本貫清州，父親金元，母親朔寧高氏。 

## 生平
金氏生於朝鮮太宗六年七月十二日，本是內資寺的奴婢，13歲時入宮，成為世宗正室昭憲王后的宮女，後來被世宗寵幸，在世宗九年（1427年）生下桂陽君李璔，隔年（1428年）封昭容，十四年（1432年）封淑儀，隔年（1433年）再陞昭儀，二十一年（1439年）封貴人。
雖然金氏出身低微，但她畢竟已為世宗生下六子二女，其中二名翁主均早夭，但六名王子均順利長大成人，因此她被視為有福之人。而且她的個性穩重謹慎，受到昭憲王后的信任，昭憲王后甚至讓她照顧么子永膺大君。因此世宗與大臣討論之後仍將她升為貴人。二十九年（1447年）再冊為愼嬪。
她在世宗過世後出家為尼，本來文宗並不贊成，苦苦勸解，但她堅持出家。端宗時，命其子義昌君勸她還俗，但她意志堅決，堅持要為世宗祈福。世祖繼位後，對她相當禮遇。她在世祖十年九月四日病逝，享年五十九歲（虛歲）。

## 家族

### 父母
| 称谓 | 姓名     |
| ---- | -------- |
| 父亲 | 金元     |
| 母亲 | 朔寧高氏 |

### 丈夫及其子女
| 称谓 | 姓名         | 生卒       |
| ---- | ------------ | ---------- |
| 丈夫 | 李祹朝鮮世宗 | 1397－1450 |
| 长子 | 李璔桂陽君   | 1427－1464 |
| 次子 | 李玒義昌君   | 1428－1460 |
| 三子 | 李琛密城君   | 1430－1479 |
| 四子 | 李璭翼峴君   | 1431－1463 |
| 五子 | 李瑭寧海君   | 1435－1477 |
| 幼子 | 李璖潭陽君   | 1439－1450 |
| 翁主 | 全州李氏     | 早夭       |
| 翁主 | 全州李氏     | 早夭       |